# Вовчок сизий
Вовчок сизий, вовчок голубий (Orobanche caesia) — вид рослин з родини вовчкових (Orobanchaceae), поширений у Європі й Азії.

## Опис
Це паразитична багаторічна або дворічна рослина 10–35 см заввишки, злегка залозиста або майже гола. Стебло часто просте, борошняно волосисте. Колоски завдовжки 5–10 см, густо квіткові. Запушення суцвіття білувато-шерстисте. Суцвіття коротке й густе. Приквітки ± довші від чашечки, (8)10–14 мм завдовжки. Чашечка 8–12 мм завдовжки. Віночок довжиною 18–25 мм, синюватий. Коробочка завдовжки 6–7 мм, яйцювата.

## Поширення
Поширений у центральній і південно-східній Європі (Австрія, Чехія, Угорщина, Словаччина, Білорусь, Молдова, Україна, Румунія), в Азії (Афганістан, Іран, Туреччина, Росія, Вірменія, Азербайджан, Грузія, Казахстан, Киргизстан, Таджикистан, Узбекистан, Монголія, Китай, Пакистан).
В Україні вид поширений у степах і на трав'янистих схилах — у Степу і Криму. Паразитує на коренях полину.